# When I Get There
Singles de P!nk
TRUSTFALL
(2022) Runaway
(2023)
Pistes de TRUSTFALL
TRUSTFALL
When I Get There est une chanson interprétée par la chanteuse américaine P!nk.
C'est le troisième single de l'album TRUSTFALL, après Never Gonna Not Dance Again et TRUSTFALL. Il sort le 14 février 2023 directement sur YouTube, et n'avait pas été annoncé à l'avance, ni par l'artiste, ni par son label.
La chanson est dédiée au père de l'artiste, décédé en 2021 d'un cancer. La vidéo partagée à la sortie du single est une compilation d'images prises par les proches de l'artiste, où l'on voit les moments partagés avec son père, qui était lui aussi musicien et chanteur à ses heures perdues,.

## Liste des pistes
| 1. | When I Get There | David Hodges, Amy Wadge | 3:20 |